# Torcé
Torcé är en kommun i departementet Ille-et-Vilaine i regionen Bretagne i nordvästra Frankrike. Kommunen ligger i kantonen Argentré-du-Plessis som tillhör arrondissementet Fougères-Vitré. År 2022 hade Torcé 1 270 invånare.

## Befolkningsutveckling
Antalet invånare i kommunen Torcé
Referens:INSEE